# 通伸街道
通伸街道是中国山东省烟台市芝罘区下辖的一个街道，位于烟台市区中西部。总面积2.2平方公里。总人口6.4万人。

## 行政区划
通伸街道下辖5个社区，分别为：慎礼社区、顺河社区、前进路社区、西炮台社区、芝罘屯社区。